# Pie (métrica)
El pie es la unidad métrica cuantitativa del verso griego o latino, formado por un número reducido de sílabas largas y breves (de dos a cuatro). En cada pie hay dos tiempos, uno de elevación y otro de descenso.
El nombre procede de las canciones acompañadas de danza, en las que el pie servía para marcar el ritmo.

## Características
El pie se divide en dos semipiés. Se cree que los dos semipiés tenían igual intensidad y, por tanto, el ritmo venía determinado únicamente por la alternancia entre breves y largas. En cada pie, una de las sílabas determina el descenso o golpe, que marca el ritmo (el «tiempo fuerte»). Otra sílaba marca la elevación (el «tiempo débil»). Si aparece primero el tiempo fuerte se denomina ritmo descendente; si no, se trata de ritmo ascendente.
Las unidades de medida se llamaban moras y eran una para las breves y dos para las largas. Si tienen menos de seis moras los pies se denominan simples y si tienen más de seis, compuestos (o metros). Entre los pies compuestos, el más utilizado es el docmio.
Los pies simples se agrupan de la forma siguiente:
1. Pies de género igual (genus par) en la que los dos semipiés tienen igual número de moras (pirriquio, espondeo, dáctilo, anapesto, proceleusmático, coriambo).
2. Pies de género doble (genus duplum), en los que un semipié tiene el doble número de moras que el otro (yambo, troqueo, tribraquio, moloso, ditroqueo, jónico).
3. Pies de género sesquiáltero (genus sescuplum), en los que un semipié vale vez y media más que el otro (crético, peón, baquio y antibaquio).

### De dos sílabas
= sílaba larga o tónica;  = sílaba breve o átona.
| Valores | Nombre              |
| ------- | ------------------- |
|         | Pirriquio o díbraco |
|         | Yambo               |
|         | Troqueo             |
|         | Espondeo            |

### De tres sílabas
| Valores | Nombre     |
| ------- | ---------- |
|         | Tribraco   |
|         | Dáctilo    |
|         | Anfíbraco  |
|         | Anapesto   |
|         | Baquio     |
|         | Antibaquio |
|         | Crético    |
|         | Moloso     |

### De cuatro sílabas
| Valores | Nombre                        |
| ------- | ----------------------------- |
|         | Tetrabraquio, proceleusmático |
|         |                               |
|         | Primer peón                   |
|         | Segundo peón                  |
|         | Tercer peón                   |
|         | Cuarto peón                   |
|         |                               |
|         | Jónico mayor                  |
|         | Jónico menor                  |
|         | Ditroqueo                     |
|         | Diyambo                       |
|         |                               |
|         | Coriambo                      |
|         | Antispasto                    |
|         |                               |
|         | Primer epitrite               |
|         | Segundo epitrite              |
|         | Tercer epitrite               |
|         | Cuarto epitrite               |
|         |                               |
|         | Dispondeo                     |

## Los pies en español
En español, la sílaba sustituyó al pie latino como unidad métrica, pero se sigue denominando con el nombre latino a las agrupaciones de sílabas que se ajustan al ritmo combinatorio de tónicas-átonas (por analogía con el ritmo cuantitativo de largas-breves). De esa forma, en la métrica española se suele hablar de ritmo yámbico, trocaico, dactílico, anapéstico y anfibráquico.

## Pie quebrado
La copla de pie quebrado es el nombre que se le da a cualquier tipo de estrofa compuesta por versos octosílabos combinados con versos tetrasílabos. Su momento de mayor éxito fue durante el siglo XV. La forma más conocida es la que usó Jorge Manrique en sus Coplas, una de las muchas posibles, por lo que la copla de pie quebrado se la conoce también por el nombre de estrofa manriqueña.

## Pie forzado
Fue un pasatiempo de salón que estuvo de moda durante los siglos XVII y XVIII y en el que el poeta tenía que ajustarse a una rima prefijada, a veces extravagante, para componer un poema de tema libre o también prefijado.